# Улун (карст)

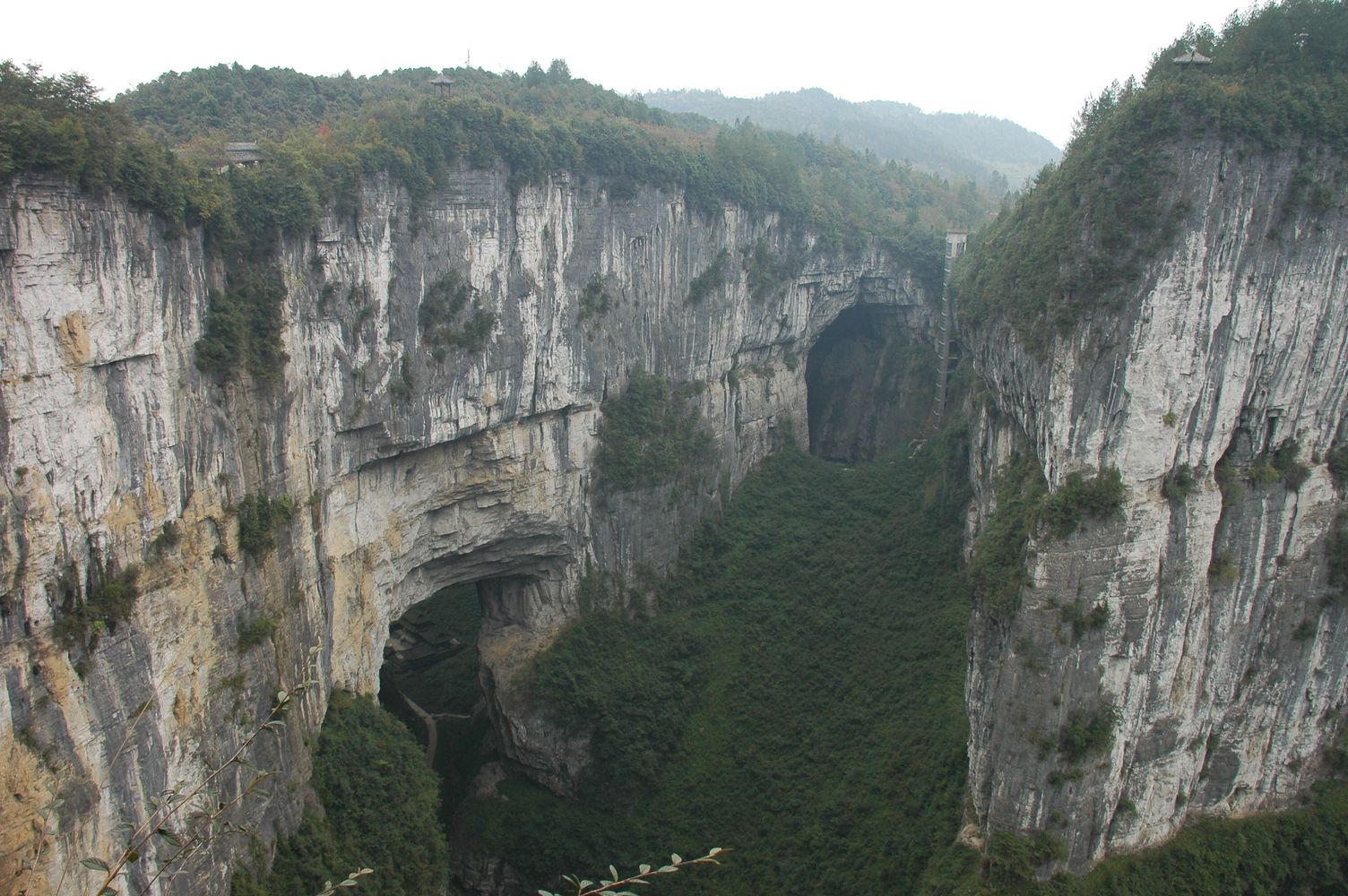
Улун

Улун (кит.: 武隆喀斯特) — карстові утворення на поблизу китайського міста центрального підпорядкування Чунцін. Є частиною Південно-Китайського карсту, який у 2007 році включено до Всесвітньої спадщини ЮНЕСКО.

## Опис
Загальна площа становить 6000 га (буферна — 32000 га). Карст розташований в нижній течії річки Уцзян на південний схід від Чунціна. Він складається з трьох карстових систем — природні мости Саньцяо (天生三橋), карстової печери Фужун (芙蓉洞), понор (в Китаї відомих як тянькени) Хоупін (箐口天坑), які розташовані на півночі, південному сході і північному сході повіту Улун відповідно. Вони розташовані на відстані близько 15 км один від одного.
Платформа цієї місцевості характеризується двома гірськими рівнинами з підйомом 1800—2000 м і 1200—1500 м глибокими ущелинами. Три карстові системи розташовані на берегах, в межиріччі і верхів'ї приток річки Уцзян відповідно. Вони формують пов'язану спільність, що розвивається в поєднанні одна з одною.
Являє собою комплекс ущелин, природних мостів, тянькенов, печер, підземних течій, що часом виходять на поверхню, які розвилися в карбонатних скелях. Карст фіксує унікальні властивості карстового утворення ущелин, печер і понор в умовах тектонічного підйому в районі трьох ущелин, являючи собою приклад основних стадій еволюційного розвитку.
Три природних моста є найбільшими природними мостами в Азії. Кожен з них знаходиться на висоті близько 100 метрів. Їх ширина становить приблизно 30 метрів. Деякі люди впевнені, що саме вони є головною визначною пам'яткою району. Можна здійснювати прогулянки між мостами або пройти далі до ущелини. Кожен з мостів має свою назву, і всі назви об'єднує слово «дракон». Мости називаються Тяньлун (Небесний дракон, 天龙桥), Цінлун (Зелений дракон, 青龙桥) і Хейлун (Чорний дракон, 黑龙桥). Поруч з мостами є місця в землі, звідки виривається пара, а також великі ями.

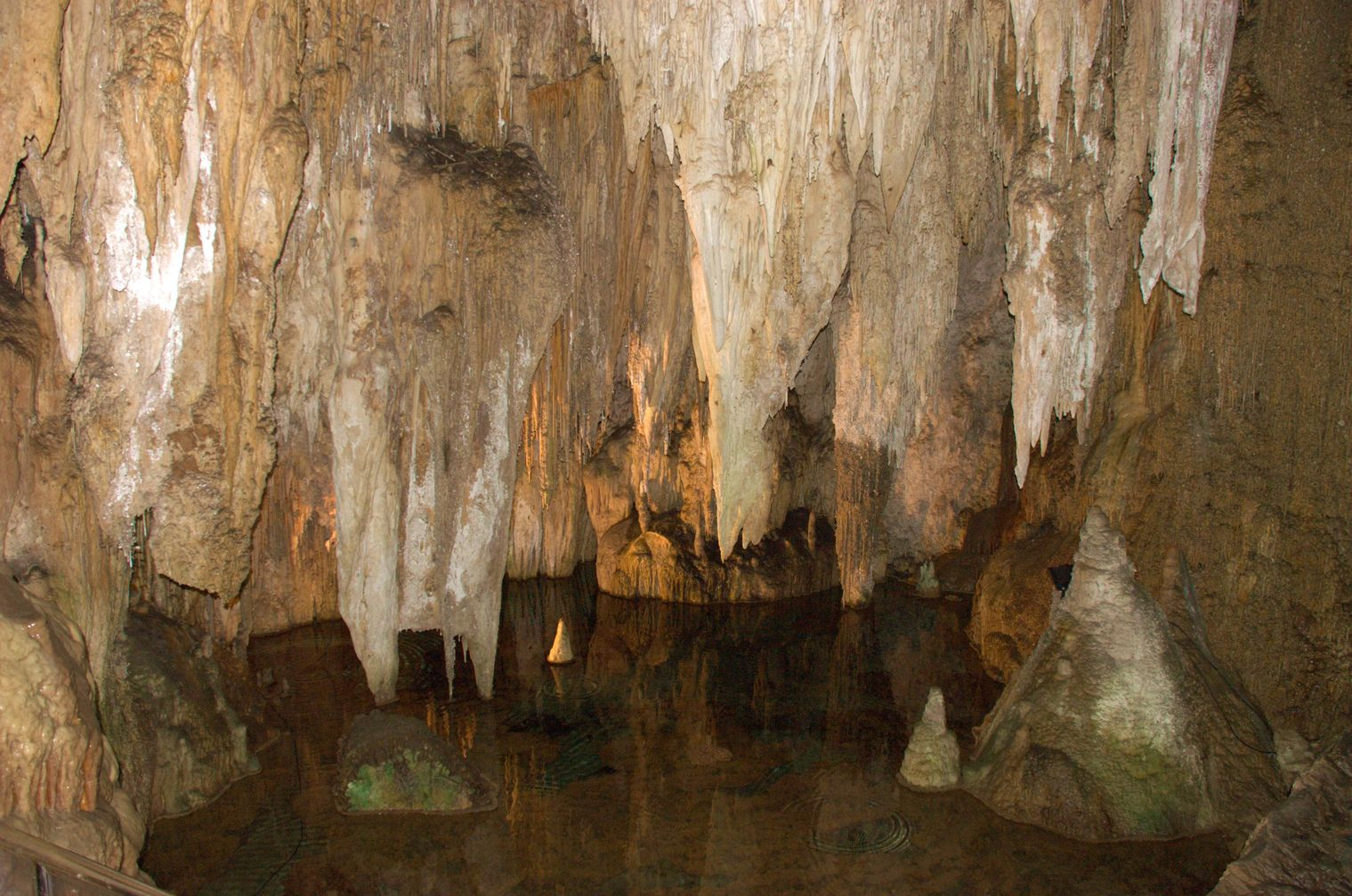
Печера Фужун

Печера Фужун включає 2846 метрів обстежених ділянок з нішами заввишки до 80 метрів, заповненими кальцитом, арагонітом і гіпсом, які утворюють химерні фігури. Гра світла і кольорів в печері чудова. До природних кольорів додаються кольори штучного підсвічування.
Понори Хоулін Тянькен (Небесні діри) є великими ямами, одним з найбільших кластерів карстових ям у світі. Такі ями утворюються в результаті ерозії. Найбільша з них називається Цінкоу (箐口天坑). Її ширина становить приблизно 220—250 метрів, глибина — 295 метрів, а площа — 40 754 метри. Інші тянькени називаються Нюйбідун (牛鼻洞天坑), Далодан (打锣凼天坑), Тяньпінмяо (天平庙天坑), Шівандун (石王洞天坑). Тут є також незвично глибокі шахти, такі, наприклад, як Цікен, яка йде вглиб землі на 920 метрів.

## Історія
У результаті багаторічного вивітрювання великих нашарувань вапнякової породи утворилисяся дуже цікаві за формою карстові брили і скелі. Величезний вплив на розвиток геоморфних систем приток Фужунцзян, Яншуйхе, Муцзунхе справила річка Уцзян, що є один з найбільших приток Янцзи, з ділянкою в Улун протяжністю 79 км і завглибшки 1 км.
У 1993 році було виявлено печеру Фужун. У 1994 році це місце вже стало туристської пам'яткою. З 1994 року печерні переходи протяжністю близько 100 км були досліджені фахівцями з понад 10 країн.
У березні 2001 року професор Чжу Сюевень виявив тянькен Цінкоу. У жовтні 2003 року Міністерством земельних і природних ресурсів КНР карст Улун було оголошено Національним геологічним парком Китаю. У січні 2006 року карст Улуну представлено на звання світової природної спадщини у складі Південно-Китайського карсту.
Після того як у 2007 році район Улун включили до списку об'єктів світової спадщини ЮНЕСКО, це місце стало дуже популярним. Тут почали будувати дороги, готелі та ресторани.